# Momentum Mozgalom
Momentum Mozgalom, MoMo, är ett ungerskt politiskt parti som grundades 4 mars 2017 i Ungerns huvudstad Budapest. Partiets namn översätts från ungerska till svenska som Momentum-rörelsen. Den mest betydande ideologin inom partiet är pro-europeisk socialliberalism.